# Ellis Grove
Ellis Grove es una villa ubicada en el condado de Randolph en el estado estadounidense de Illinois. En el Censo de 2010 tenía una población de 363 habitantes y una densidad poblacional de 284,87 personas por km².

## Geografía
Ellis Grove se encuentra ubicada en las coordenadas 38°0′37″N 89°54′45″O / 38.01028, -89.91250. Según la Oficina del Censo de los Estados Unidos, Ellis Grove tiene una superficie total de 1.27 km², de la cual 1.27 km² corresponden a tierra firme y (0.2%) 0 km² es agua.

## Demografía
Según el censo de 2010, había 363 personas residiendo en Ellis Grove. La densidad de población era de 284,87 hab./km². De los 363 habitantes, Ellis Grove estaba compuesto por el 98.07% blancos, el 0.28% eran afroamericanos, el 0% eran amerindios, el 0% eran asiáticos, el 0% eran isleños del Pacífico, el 0% eran de otras razas y el 1.65% pertenecían a dos o más razas. Del total de la población el 1.93% eran hispanos o latinos de cualquier raza.